# Клаудіо Пассареллі
Клаудіо Пассареллі (нім. Claudio Passarelli; нар. 18 січня 1965, Людвігсгафен-на-Рейні, Рейнланд-Пфальц) — німецький борець греко-римського стилю, чемпіон та бронзовий призер чемпіонатів світу, учасник двох Олімпійських ігор.

## Життєпис
Його сім'я мала італійське походження. Його старший брат Паскаль народився в центрі Італії, у провінції Кампобассо. Сам Клаудіо народився вже Німеччині. Паскаль став дуже успішним борцем, вигравши чемпіонати Європи, світу та Олімпійські ігри 1984 року в Лос-Анджелесі.
Клаудіо став чемпіоном світу серед юніорів у 1983 році, а наступного року на чемпіонататі Європи серед молоді здобув срібну нагороду. У 1986 році вдало дебютував на дорослому рівні, вигравши на чемпіонаті світу бронзову медаль. Через три роки Клаудіо досяг найкращого результату у своїй кар'єрі, ставши чемпіоном світу 1989 року.
У 1988 році вперше виступив за Західну Німеччину на Олімпійських іграх у Сеулі в легкій вазі на змаганях з греко-римської боротьби. У груповому етапі здобув дві перемого та зазнав двох поразок і вибув після четвертого туру. Чотири роки потому в Барселоні він посів 10 місце, змагаючись за об'єднану Німеччину в легкій вазі.
На національному рівні Клаудіо Пассареллі п'ть разів вигравав національні титули в 1984-85, 1988-89, 1992 і 1994 роках, у 1987 році став другим, а у 1991 — третім.
Після завершення кар'єри борця він обійняв кілька посад у своєму рідному клубі «ВфК Шифферштадт». За фахом він став старшим менеджером з тестування у швейцарській корпорації інформаційних технологій.

## Спортивні результати на міжнародних змаганнях

### Виступи на Олімпіадах
| Змагання                    | Збірна    | Вагова категорія                 | Місце                       |
| --------------------------- | --------- | -------------------------------- | --------------------------- |
| Літні Олімпійські ігри 1988 | Німеччина | греко-римська боротьба, до 68 кг | вибув після четвертого туру |
| Літні Олімпійські ігри 1992 | Німеччина | греко-римська боротьба, до 68 кг | 10                          |

### Виступи на Чемпіонатах світу
| Змагання                        | Збірна    | Вагова категорія                 | Місце  |
| ------------------------------- | --------- | -------------------------------- | ------ |
| Чемпіонат світу з боротьби 1986 | Німеччина | греко-римська боротьба, до 68 кг | Бронза |
| Чемпіонат світу з боротьби 1987 | Німеччина | греко-римська боротьба, до 68 кг | 11     |
| Чемпіонат світу з боротьби 1989 | Німеччина | греко-римська боротьба, до 68 кг | Золото |

### Виступи на Чемпіонатах Європи
| Змагання                         | Збірна    | Вагова категорія                 | Місце |
| -------------------------------- | --------- | -------------------------------- | ----- |
| Чемпіонат Європи з боротьби 1987 | Німеччина | греко-римська боротьба, до 68 кг | 5     |
| Чемпіонат Європи з боротьби 1992 | Німеччина | греко-римська боротьба, до 68 кг | 6     |

### Виступи на інших змаганнях
| Змагання                           | Збірна    | Вагова категорія                 | Місце  |
| ---------------------------------- | --------- | -------------------------------- | ------ |
| Гран-прі Німеччини з боротьби 1988 | Німеччина | греко-римська боротьба, до 68 кг | Золото |
| Гран-прі Німеччини з боротьби 1989 | Німеччина | греко-римська боротьба, до 68 кг | Срібло |
| Золотий Гран-прі з боротьби 1990   | Німеччина | греко-римська боротьба, до 68 кг | Золото |
| Гран-прі Німеччини з боротьби 1990 | Німеччина | греко-римська боротьба, до 68 кг | Золото |
| Золотий Гран-прі з боротьби 1992   | Німеччина | греко-римська боротьба, до 68 кг | Золото |
| Гран-прі Німеччини з боротьби 1992 | Німеччина | греко-римська боротьба, до 68 кг | Золото |

### Виступи на змаганнях молодших вікових груп
| Змагання                                      | Збірна    | Вагова категорія                 | Місце  |
| --------------------------------------------- | --------- | -------------------------------- | ------ |
| Чемпіонат світу з боротьби серед юніорів 1983 | Німеччина | греко-римська боротьба, до 65 кг | Золото |
| Чемпіонат Європи з боротьби серед молоді 1984 | Німеччина | греко-римська боротьба, до 68 кг | Срібло |